# باركنسونية فلوريدا
باركنسونية فلوريدا أو باركنسونية زرقاء (بالإنجليزية: Parkinsonia florida)‏، هو نبات من جنس باركنسونية موطنه في صحارء سونورا في جنوب غرب الولايات المتحدة وشمال غرب المكسيك.